# Capo Principe di Galles
Il capo Principe di Galles (in inglese Cape Prince of Wales, in russo Мыс Принца Уэльского?, Mys Princa Uėl'skogo) è il punto posto più ad ovest del continente americano. Si trova nella punta occidentale della penisola di Seward in Alaska e coincide con la spiaggia di Wales (Alaska) che a sua volta è anche il villaggio posto più a ovest dell'America del Nord. Da questo punto si possono ammirare in lontananza le isole Diomede.
Il capo Principe di Galles è il punto di inizio dello spartiacque continentale delle Americhe, cioè lo spartiacque che divide il bacino dei fiumi che sfociano nell'Atlantico da quelli che sfociano nel Pacifico. Esso divide pertanto il mare di Bering dal mare dei Ciukci.